# Anopheles bwambae
Anopheles bwambae är en tvåvingeart som beskrevs av White 1985. Anopheles bwambae ingår i släktet Anopheles och familjen stickmyggor.
Artens utbredningsområde är Uganda. Inga underarter finns listade i Catalogue of Life.